# ラリー・エリソン
ローレンス・ジョセフ・エリソン（Lawrence Joseph Ellison、1944年8月17日 - ）は、データベースソフトをはじめとする大手ビジネスソフトウェア企業オラクル・コーポレーションの共同設立者であり、元CEO、会長、CTOである。4度の離婚歴を含む私生活や、幾多の訴訟や買収、ビル・ゲイツとの関係など、様々な話題に事欠かない。また、自宅を和風建築にするほどの親日家としても知られている。近年では、中堅中小規模向けSaaS型ビジネスアプリケーション企業のNetSuite社設立メンバーの一人としても知られる。2019年現在の総資産は691億ドルで、2018年の545億ドルから増加し、世界で6番目の富豪である。フィランソロピー活動でも有名である。

## 経歴
ニューヨーク出身。アシュケナジム・ユダヤ人の母親のフローレンス・スペルマン(Florence Spellman)は出産当時未婚の19歳で、生後9ヶ月のラリーをシカゴに住む叔母リリアン・エリソンとその夫である義理の叔父ルイス・エリソンに養子として引き取ってもらった。ラリーは実の母の名も知らず育ったが、48歳の時に初めて対面した。
エリソンの育った2LDKのアパートはシカゴの中の下クラスのユダヤ人の多い地区にあった。後にエリソンは、母は愛情深かったが、父は非常に厳しかったと語っている。なお、養父ルイス・エリソンはクリミア出身のロシア系ユダヤ人で、エリス島からアメリカ合衆国に入国したことからエリソンを名乗ったという。ルイスは普通の公務員としてシカゴで不動産を購入したが、世界恐慌の際にそれを失ってしまった。
高校時代は秀才だが、無愛想な生徒だった。イリノイ大学アーバナ・シャンペーン校に二年生まで通っていたが、リリアンの死後まもなく退学。カリフォルニア州北部で夏を過ごした後、シカゴ大学で学ぶために実家に戻ったものの三ヶ月でまたも退学し、カリフォルニアへ移住。この頃、コンピュータに触れ始めている。
1970年代、エリソンはアンペックスで働いた。彼の関わったプロジェクトのひとつにCIA向けデータベース開発があり、彼はそれに「オラクル (Oracle)」と名づけた。
エリソンはエドガー・F・コッドのリレーショナルデータベースシステムに関する論文 A Relational Model of Data for Large Shared Data Banks に触発され、1977年、自己資金1400ドルでオラクルを設立した。当初の名称は Software Development Laboratories (SDL) である。1979年、Relational Software Inc.に改称し、主要製品Oracle Databaseを出荷後はOracleに改称した。彼はIBMのSystem Rデータベースがコッドの理論に基づいたものであると聞き、Oracleもこれと互換性のある製品にしたかったのだが、IBMはエラーコードを秘密にすることによって互換製品が出てくるのを防いでいた。オラクルの最初の製品はOracle 2であり、Oracle 1は存在しない。このリリース番号は、それ以前のバージョンのバグが全て解決されていることを暗示しようとして付けられた。
1997年8月、ラリー・エリソンは親友のスティーブ・ジョブズがAppleに戻った後、同社の取締役に就任した。2002年9月20日、取締役会に出席する時間が充分に取れないことを理由にアップルの取締役を辞任した。
2013年2月27日、エリソンが98%の土地を個人所有しているハワイ州のラナイ島（下記当該記事参照）にも定期便を運航している航空会社、アイランドエアーを買収したことが発表された。

## 私生活
エリソンは4度結婚していて、4度共離婚している。3人目の妻 Barbara Boothe との間には息子のデヴィッドと娘のミーガンをもうけた。
エリソンは2003年12月18日、恋愛小説家メラニー・クラフトと結婚した。結婚式では友人のスティーブ・ジョブズがカメラマンを務めた。2010年破局。
2023年、中国系のカレン・ジューと結婚。

### ヨットレース
エリソンはオラクル・チームUSAのメインスポンサーである。オラクル社はこのチームに資金を提供しているわけではないが、ロゴとブランド名の使用を認めている。
まず2003年の第31回大会にOracle BMW Racingを結成して出場。アメリカスカップへの挑戦者を決定するルイ・ヴィトンカップの決勝まで勝ち進んだが、ここで敗退した。続く2007年の第32回大会には BMW Oracle Racing（BMW からの出資が増えたため改称）を率いて挑戦したが、同じくルイ・ヴィトンカップの準決勝で敗退した。
第33回アメリカスカップは色々と紆余曲折があったが、BMW Oracle Racing がカップ保持者に挑戦する形となり、BMW Oracle Racingが勝利した。
2013年の第34回大会では1勝8敗の崖っぷちから8連勝し、防衛に成功したが、2017年の第35回大会では1-7で敗れ防衛に失敗した。
2019年には、新たに国別対抗戦のシリーズとしてSailGPを創設した。

### 自家用ジェット機
エリソンは航空機パイロットの免許を持っており、複数の航空機を所有している。エリソンは彼のジェット機の騒音について、何度かノーマン・Y・ミネタ・サンノゼ国際空港と口論になっている。サンノゼ当局は75,000ポンド（34トン）以上の重量の飛行機での深夜の離着陸を制限しており、エリソンは度々これに違反している。2000年1月、エリソンは空港の規則の解釈について訴えを起こした。
エリソンが所有するジェット機は、メーカーが7万5000ポンドと9万ポンドの2種類の重量での運行が可能としている（9万ポンドは長距離飛行のために燃料を多く積む場合）。しかし、サンノゼに着陸する際は7万5000ポンド未満の重量になっており、それはログを見ても明らかだと主張。米連邦地裁判事ジェレミー・フォーゲルはこれについて2001年6月、エリソンのジェット機を適用免除としたが、空港の規則そのものは否定しなかった。

### 自宅
エリソンは不動産業界では豪邸購入マニアとして広く知られ、カリフォルニア州マリブに十数軒所有するほか、同州のウッドサイド、サンフランシスコ、タホ湖畔、リバーサイド、ロングアイランド州のニューポート、ハワイなどの高級不動産を多数購入している。
2004年にはカリフォルニア州ウッドサイド (Woodside) の2億ドルの土地に、桂離宮に着想を得て、人造湖と耐震補強された日本建築風の家を完成させた。2004年と2005年には、ヤフー元会長のテリー・セメルやジェリー・ブラッカイマーが所有していた豪邸など、マリブ(Malibu)に12件以上の不動産を購入した（総額1億8000万ドル以上）。エリソンがマリブの高級リゾート地Carbon Beachに5区画を跨いで建てた家（6500万ドル）は全米史上最も高価な個人宅だったが、後にロン・パールマンに抜かれている。マリブには松久信幸の「ノブ・マリブ」や恋人の名前をつけた「ニキータ」（のち閉店し別店舗開業）といったレストランも開いた。
2010年には、不動産王として知られるアスター一族所有のロードアイランド州ニューポートの古い邸宅であるAstor's Beechwood Mansionを1050万ドルで購入した。
2010年、京都府東山南禅寺の何有荘をクリスティーズの仲介で購入した（販売開始価格80億円）。
2012年6月、エリソンは、キャッスル&クックが所有していたハワイのラナイ島の土地をすべて金額非公開にて購入した。これにより、島の土地の98%はラリー・エリソンの持ち分となり、残る2%が国有地となる。エリソンはこの島を持続可能な開発のモデルとして有機農場などとして開発し、作物を日本などに輸出する構想を持っている。

## 寄付
エリソンはオラクル株約10億ドル分を売却した件でインサイダー取引の疑いをかけられたが、疑惑については否定し、1億ドルを自身の設立した慈善団体に寄付した。判事はエリソンの裁判費用2400万ドルをオラクルが肩代わりすることを認めなかった。エリソンの弁護士は、もともとエリソンが裁判費用を支払う予定だったと主張したが、それは罪を認めたとも受け取れる。このとき、オラクル社はスタンフォード大学の教授2名を社外取締役に任命してインサイダー取引だったかどうかを調査させ、潔白だという調査結果を出させているが、エリソンはスタンフォード大学に寄付をしていた。
アメリカ同時多発テロ事件の際には、米連邦政府に全国的なIDデータベースのソフトウェアを寄付することを申し出た。これは様々な憶測を呼び、物議を醸した。
2016年5月、癌治療の研究所を設立するため南カリフォルニア大学に２億ドルの寄付を行った。
また、寄付啓蒙運動のギビング・プレッジに参加している。